# 김환태
김환태(金煥泰, 1909년 - 1944년)는 한국의 문학 비평가이다.

## 생애
전라북도 무주읍 읍내리에서 태어났다. 호는 눌인(訥人)이다. 아버지는 종원(鍾元), 어머니는 고씨(高氏)이다.
1922년 전주고등보통학교에 입학했고, 1927년 서울 보성고등보통학교를 졸업하였다. 동경의 도시샤 대학교 수료, 규슈제국대학 영문과를 졸업했다.
1936년 구인회에 가입했다.

## 글
- 〈문예시평(文藝時評)―나의 비평태도〉(1934)
- 〈예술의 순수성〉(1934)
- 〈비평태도에 대한 변석(辯釋)〉(1936)
- 〈정지용론 鄭芝溶論〉(1938)
- 〈순수시비 純粹是非〉(1939)
- 〈문학의 성격과 시대〉(1940)
- 1972년 - 《김환태전집》
- 1934년 - 《문예비평가의 태도에 대하야》 (조선일보)
- 1934년 - 《예술과 과학의 미》 (번역문, 조선일보)